# کتاب لعالی و مجالی

کتاب لعالی و مجالی از جمله کتب آیین بیانی است که توسط میرزا یحیی نوری نگاشته شده‌است. این کتاب شامل ۲۵۴ صفحه بوده و از آثار مهم بابیان می‌باشد.